# Eugène Maricourt
Mgr Eugène Maricourt est un ecclésiastique français, né à Lihons le 13 juillet 1824 et décédé le 31 mai 1900 à Cholet.

## Biographie
Eugène Maricourt suit ses études au Petit Séminaire d'Amiens et à l'École de théologie de Juilly (Seine-et-Marne), avant d'être reçu docteur en théologie à la Sorbonne.
Chapelain de Sainte-Geneviève à Paris en 1854 puis de Saint-Louis des Français à Rome de 1855 à 1857, l'abbé Maricourt occupe durant sept années les fonctions de préfet des études et professeur de théologie et de philosophie au Collège de Juilly, avant de prendre la direction de cet établissement en 1864.
En 1868, il est nommé supérieur et directeur de l'École des hautes études ecclésiastiques des Carmes (futur Institut catholique de Paris)
Suivant Mgr Freppel dans le diocèse d'Angers, il y occupe les fonctions de chanoine et doyen du chapitre de la cathédrale d'Angers, ainsi que de supérieur ecclésiastique de la Congrégation du Bon-Pasteur, dont la maison mère se trouvait à Angers, et de rédacteur des Conférences ecclésiastiques du diocèse d'Angers.
Il est recteur de l'Université catholique d'Angers et des Facultés catholiques de l'Ouest de 1882 à 1894. Également doyen de la faculté des lettres de l'Université d'Angers, il est membre du conseil départemental de l'Instruction.
Il était prélat de la maison de Sa Sainteté.
Ses obsèques se déroulent le 5 juin 1900 dans la cathédrale d'Angers, son éloge est donné par Mgr Henri Pasquier, recteur des Facultés catholiques.
Il est le cousin du dominicain le Père Antonin Maricourt (1847-1931) .